# Clifton Williams
Pour les articles homonymes, voir Williams.
Clifton Williams est un aspirant-astronaute américain né le 26 septembre 1932 et décédé le 5 octobre 1967.

## Biographie
Il a reçu un baccalauréat des sciences en génie mécanique de l'université d'Auburn (UA) en Alabama en 1954. Ayant rejoint le Reserve Officers Training Corps (ROTC) des Marines, il devient lieutenant dans la Marine Corps, le 9 août 1954.
Clifton Williams fait partie du troisième groupe d'astronautes sélectionné par la NASA en octobre 1963. Contrairement aux deux sélections précédentes, il n'était plus nécessaire d'être pilote d'essais pour devenir astronaute.

## Vols réalisés
Désigné dans l'équipage de réserve de la mission Gemini 10 puis dans celui de la mission Apollo 9, les règles d'assignement des places instituant un roulement entre les différentes missions Gemini et Apollo le désignaient pour être le pilote du LEM pour la mission Apollo 12.
Clifton Williams trouva la mort aux commandes d'un Northrop T-38 Talon dont il perdit le contrôle à la suite d'une défaillance mécanique, avant d'avoir effectué son premier vol spatial.

## Divers
En sa mémoire, l'insigne du vol d'Apollo 12 (sur lequel il fut remplacé par Alan Bean) porte une quatrième étoile.

## Hommages
Son nom figure sur la plaque accompagnant la sculpture Fallen Astronaut déposée sur la Lune le 1er août 1971 par l'équipage d'Apollo 15.